# Lanvallay
Lanvallay är en kommun i departementet Côtes-d'Armor i regionen Bretagne i nordvästra Frankrike. Kommunen ligger i kantonen Dinan-Est som tillhör arrondissementet Dinan. År 2022 hade Lanvallay 4 235 invånare.

## Befolkningsutveckling
Antalet invånare i kommunen Lanvallay
Referens:INSEE